# Volker Piesczek
Volker Piesczek (* 14. Mai 1969 in Klosterneuburg) ist ein ehemaliger Fußballer und österreichischer Fernsehmoderator.

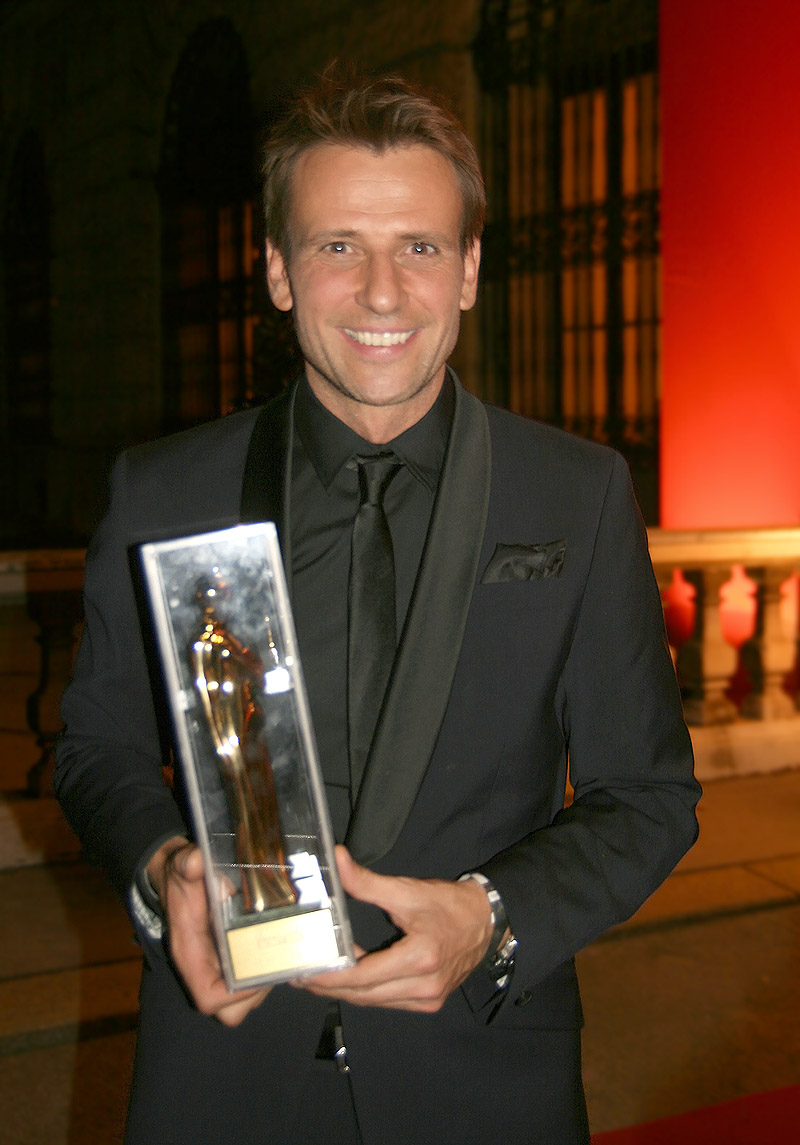
Volker Piesczek mit der Auszeichnung zum beliebtesten Moderator in der Kategorie Unterhaltung (Romy 2012)

## Karriere als Fußballspieler
Vor seiner Karriere beim Fernsehen war er Fußballprofi bei FC Tulln (92/93 und 00/01), SV Stockerau (93/94), VSE St. Pölten (95/96) und VfB Mödling (96/97). In der Saison 94/95 spielte Piesczek in der österreichischen Bundesliga beim Wiener Sportclub. In seiner gesamten Fußballprofikarriere kam er auf 3 Einsätze im UI-Cup und je 7 Einsätze in der Regionalliga Ost sowie im ÖFB-Cup. Darüber hinaus spielte er 58 Mal in der 2. Liga und 28 Mal in der Bundesliga.

## Karriere als Moderator
Piesczek studierte parallel zu seiner Fußballkarriere Publizist- und Politikwissenschaften. Für ATV war er sieben Jahre lang als Fußball-Chef und Moderator für die Sendung „Volltreffer“ über die österreichische und deutsche Bundesliga im Einsatz. Davor arbeitete er schon bei Sat.1 und DSF Plus bzw. Premiere in der österreichischen und deutschen Bundesliga als Fußballmoderator. Für ORF 2 war er als News-Reporter tätig und 2000 moderierte er für ORF 1 und RTL II die Inselshow Expedition Robinson. 2004 wechselte er zu Puls TV und ProSieben Austria, wo er abwechselnd mit Helmut Brandstätter die Austria Top News präsentierte.
Piesczek nahm im Rahmen der Fußball-Europameisterschaft 2008 in Österreich und der Schweiz an der ORF-Fußballshow Das Match teil. Von 2010 bis 2013 moderierte er auf ATV das Magazin ATV Life. 2011 und 2012 wurde er jeweils in der Kategorie Beliebtester Moderator – Unterhaltung mit dem österreichischen Film- und Fernsehpreis Romy ausgezeichnet. Für seine Doku Energiestadt Güssing wurde er 2009 bei der Verleihung des Eurosolarpreises ausgezeichnet. 2011 landete er bei der Wahl zum Journalisten des Jahres in der Kategorie Sport auf Platz 2.
Am 5. August 2013 kehrte er zu Puls 4 zurück und moderierte bis 2015 die Sendung Guten Abend Österreich, danach die Sendung iLIKE. Im Herbst 2016 verließ Piesczek PULS4 wieder. Von März 2017 bis April 2017 war er Promikandidat in der ORF-Tanzshow Dancing Stars. 2018 kommentierte auf OE24 Spiele der Fußball-WM in Russland. Im Sommer und Herbst 2019 produzierte und moderierte er das Talkformat Volker on Fire für ATV. Am 30. August 2024 kündigte das österreichische Boulevard-Onlinemedium Exxpress Piesczek als neuen Moderator für die News-Sendung „exxpress live“ an, die mit 2. September 2024 startet.

## Trivia
2003 hatte Piesczek zwei Gastauftritte in der Fernsehserie Kommissar Rex (Folgen: Berühmt um jeden Preis, Vitamine zum Sterben). Seit dem 2. Juni 2005 ist er mit der ehemaligen österreichischen Politikerin Eva Glawischnig verheiratet. Gemeinsam mit Norbert Oberhauser, Eric Papilaya und Pepe Schütz tritt er seit 2013 mit der Gruppe "The Rats Are Back" als Swing-Formation auf. Unter anderem 2017 bei der "Starnacht am Wörthersee" und zu Weihnachten 2018 übertrug ORF 2 die The Rats Are Back Xmas-Show. Volker Piesczek absolvierte 2019 eine Ausbildung zum NLP-Trainer und Coach für Lösungsorientiertes Beraten.